# Aldina elliptica
Aldina elliptica är en ärtväxtart som beskrevs av John Macqueen Cowan. Aldina elliptica ingår i släktet Aldina och familjen ärtväxter. Inga underarter finns listade i Catalogue of Life.